# Bistum Cancún-Chetumal
Das Bistum Cancún-Chetumal (lat.: Dioecesis Cancunensis-Chetumaliensis, span.: Diócesis de Cancún-Chetumal) ist eine in Mexiko gelegene römisch-katholische Diözese mit Sitz in Chetumal. Sie umfasst den mexikanischen Bundesstaat Quintana Roo.

## Gliederung
Das Bistum gliedert sich in folgende sechs Dekanate (jeweils mit Gemeinden):
- Dekanat 1 San Pablo: Gemeinden Lázaro Cárdenas (Sitz Kantunilkín) und Isla Mujeres
- Dekanat 2 San Juan María Vianney: Gemeinden José María Morelos und Puerto Morelos
- Dekanat 3 San Miguel Arcángel: Municipio Cozumel, Insel Cozumel
- Dekanat 4 Nuestra Señora del Carmen: Municipio de Solidaridad (Sitz Playa del Carmen)
- Dekanat 5 Santa Cruz: Felipe Carrillo Puerto (Sitz Felipe Carrillo Puerto) und José María Morelos
- Dekanat 6 Sagrado Corazón de Jesús: Othón P. Blanco (Sitz Chetumal) und Bacalar (Sitz Bacalar)

## Geschichte
Die Territorialprälatur Cancún-Chetumal wurde am 23. Mai 1970 durch Papst Paul VI. mit der Apostolischen Konstitution Qui ad Beati Pauli aus Gebietsabtretungen des Erzbistums Yucatán als Territorialprälatur Chetumal errichtet. Die Territorialprälatur wurde dem Erzbistum Yucatán als Suffraganbistum unterstellt. Am 20. Dezember 1996 wurde die Territorialprälatur Chetumal durch die Kongregation für die Bischöfe mit dem Dekret Nupera urbs in Territorialprälatur Cancún-Chetumal umbenannt.
Papst Franziskus erhob die Territorialprälatur am 15. Februar 2020 in den Rang eines Bistums und ernannte den bisherigen Prälaten Pedro Pablo Elizondo Cárdenas LC zum ersten Diözesanbischof.

## Ordinarien

### Prälaten von Chetumal
- Jorge Bernal Vargas LC, 1973–1996

### Prälaten von Cancún-Chetumal
- Jorge Bernal Vargas LC, 1996–2004
- Pedro Pablo Elizondo Cárdenas LC, 2004–2020

### Bischof von Cancún-Chetumal
- Pedro Pablo Elizondo Cárdenas LC